# Mika Waltari
Mika Waltari (ur. 19 września 1908 w Helsinkach, zm. 26 sierpnia 1979 tamże) – fiński pisarz.

## Życiorys
Waltari urodził się w Helsinkach. W wieku pięciu lat stracił ojca, Toimi Armas Waltariego, luterańskiego pastora. W dzieciństwie był świadkiem fińskiej wojny domowej. Studiował na Uniwersytecie Helsińskim teologię, tak jak chciała jego matka Olga Maria Johansson, lecz wkrótce porzucił ten kierunek na rzecz filozofii, estetyki i literatury. Studia ukończył w 1929 r. Podczas nich pisał już wiersze i opowiadania do różnych czasopism, natomiast pierwszą książkę wydano mu w 1925 r. W 1927 r. wyjechał do Paryża, gdzie napisał swoją pierwszą ważniejszą powieść – Suuri illusioni (Wielka iluzja), historię cygańskiego życia. Przez jakiś czas należał do liberalnego ruchu literackiego „Tulenkantajat”, później jego poglądy polityczne i społeczne uległy zmianie na konserwatywne. Ożenił się w 1931 r., miał córkę Satu, która także została pisarką.
W latach 1930–1940 Waltari był dziennikarzem i krytykiem, pisał dla wielu gazet i czasopism, podróżował także wiele po Europie. Redagował magazyn Suomen Kuvalehti. Równocześnie pisał powieści, dramaty, nowele i scenariusze, tworząc często w bardzo zróżnicowanych stylach i gatunkach literackich. W tym czasie napięty plan zajęć i wytężona praca spowodowały psychozę maniakalno-depresyjną, cierpiał też na bezsenność i depresję, często do tego stopnia, że potrzebował hospitalizacji. Waltari uczestniczył i często odnosił sukcesy w literackich konkursach – głównie dla ukazania krytykom wartości swych utworów. Jednemu z tych konkursów zawdzięczał np. zwiększone zainteresowanie jednym z jego bohaterów – inspektorem Palmu, gburowatym detektywem helsińskiej policji, który pojawił się w trzech powieściach (wszystkie sfilmowano). Był też autorem scenariusza do popularnej kreskówki Kieku ja Kaiku oraz przewodnika dla „ambitnych pisarzy”, który miał wpływ na wielu młodszych twórców, m.in. Kalle Päätalo.
Podczas wojny zimowej (1939–1940) i  wojny kontynuacyjnej (1941–1944) Waltari pracował w rządowym centrum informacji. Swoje pisarskie zdolności wykorzystywał także w służbie politycznej propagandy. W 1945 r. opublikował swą najbardziej znaną powieść historyczną – Egipcjanin Sinuhe. Stała się ona międzynarodowym bestsellerem i podstawą do nakręcenia w 1954 r. w Hollywood filmu The Egyptian.
Waltari napisał jeszcze siedem powieści historycznych, których fabuła umiejscowiona jest w różnych okresach dziejów ; m.in. akcja Czarnego Anioła rozgrywa się w Konstantynopolu, tuż przed upadkiem miasta. W swoich powieściach Waltari wyraża pesymizm. W 1957 r. pisarz stał się członkiem Fińskiej Akademii Nauk; otrzymał także honorowy tytuł doktora uniwersytetu w Turku w 1970 r.
Waltari był jednym z najpłodniejszych fińskich pisarzy: napisał co najmniej 29 powieści, 15 nowel, 6 zbiorów opowiadań lub baśni, 6 tomów poezji i 26 sztuk teatralnych, także scenariusze, słuchowiska radiowe, reportaże, tłumaczenia, setki recenzji i artykułów. Jest także najbardziej znanym na świecie fińskim pisarzem – jego utwory przetłumaczono na ponad 40 języków.

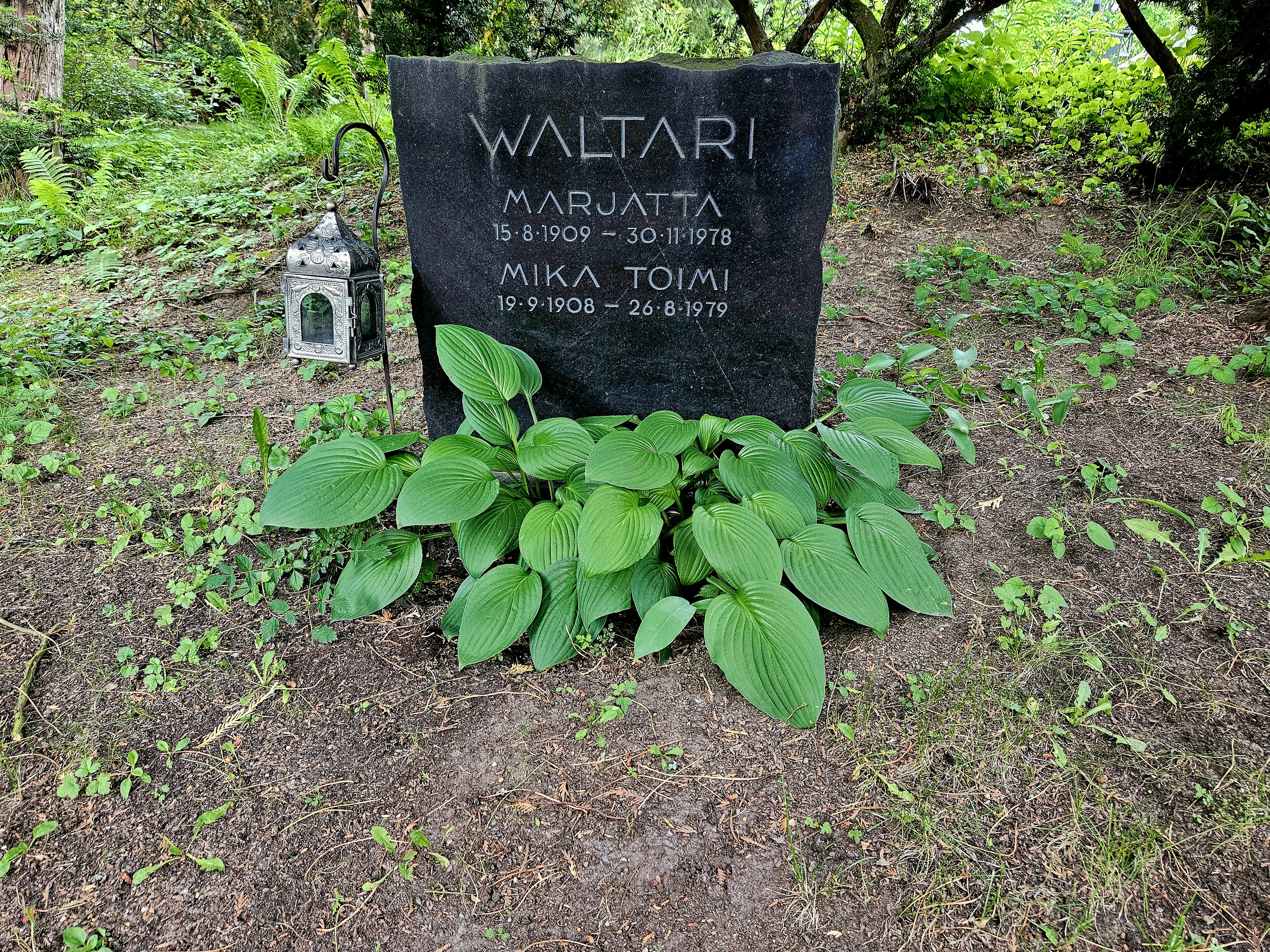
Grób Miki Waltariego na cmentarzu Hietaniemi w Helsinkach

## Utwory przetłumaczone na język polski
- Obcy przyszedł na farmę (tłum. Barbara Iwicka, Vieras mies tuli taloon, 1937)
- Egipcjanin Sinuhe (tłum. ze szwedzkiego Zygmunt Łanowski, Sinuhe egyptiläinen, 1945)
- Mikael Karvajalka (tłum. ze szwedzkiego Zygmunt Łanowski, Mikael Karvajalka, 1948)
- Mikael Hakim (tłum. ze szwedzkiego Zygmunt Łanowski, Mikael Hakim, 1949)
- Cztery zmierzchy (tłum. Kazimiera Manowska, Neljä päivänlaskua, 1949)
- Czarny Anioł (tłum. ze szwedzkiego Zygmunt Łanowski, Johannes Angelos, 1952)
- Turms nieśmiertelny (tłum. ze szwedzkiego Zygmunt Łanowski, Turms kuolematon, 1955)
- Cykl Trylogia rzymska, obejmujący powieści:
  - Tajemnica królestwa (tłum. Kazimiera Manowska, Valtakunnan salaisuus, 1959)
  - Rzymianin Minutus (tłum. Kazimiera Manowska, Minutus roomaläinen)
  - Mój syn Juliusz (tłum. Kazimiera Manowska, Poikani Julius)
    - Wrogowie rodzaju ludzkiego (tłum. Kazimiera Manowska) – wydane razem części druga i trzecia trylogii
- Karin, córka Monsa (tłum. ze szwedzkiego Zygmunt Łanowski, Kaarina Maununtytär)
- Coś w człowieku (tłum. Mariola Gąsiorowska-Siudzińska, Jokin ihmisessä, 1944)
- Kto zabił panią Skrof? (tłum. Sebastian Musielak, Wydawnictwo Literackie 2011, ISBN 978-83-08-04711-8, wcześniej jako Krwawy ślad, Iskry 1968, tłum. z niemieckiego Anna Maria Linke; Kuka murhasi rouva Skrofin?)
- Błąd komisarza Palmu (tłum. Sebastian Musielak, Wydawnictwo Literackie 2011, wcześniej jako Niebezpieczna gra, Iskry 1968, tłum. z niemieckiego Maria Olszańska; Komisario Palmun ereydys)
- Złotowłosa (tłum. Joanna Trzcińska-Mejor, Kultakutri, 1948)
- Chiński kot (tłum. Iwona Kiuru, Wydawnictwo Bona 2011, Kiinalainen kissa)
- Tak mówią gwiazdy, panie komisarzu (tłum. Sebastian Musielak, Wydawnictwo Literackie 2012, Tähdet kertovat, komisario Palmu)